# Liste der Kulturdenkmale in Bokholt-Hanredder
In der Liste der Kulturdenkmale in Bokholt-Hanredder sind alle Kulturdenkmale der schleswig-holsteinischen Gemeinde Bokholt-Hanredder (Kreis Pinneberg) und ihrer Ortsteile aufgelistet (Stand: 10. März 2025).
Bis zum Inkrafttreten der Neufassung des schleswig-holsteinischen Denkmalschutzgesetzes am 30. Januar 2015 waren in der Gemeinde Bokholt-Hanredder nachfolgend aufgeführte Objekte als Kulturdenkmale gemäß §1 des alten Denkmalschutzgesetzes (DSchG SH 1996) geschützt:

## Ehemalige Kulturdenkmale
| Objekt-ID | Lage                                       | Offizielle Bezeichnung                  | Beschreibung | Bild            |
| --------- | ------------------------------------------ | --------------------------------------- | ------------ | --------------- |
|           | Hauptstraße 7 (53° 51′ 50″ N, 9° 44′ 1″ O) | Jugendstilvilla Sesiani „Burg Vossloch“ |              | Fotos hochladen |

## Quelle
- Liste der Kulturdenkmale in Schleswig-Holstein – Kreis Pinneberg (PDF)